# Daryll Neita
Daryll Neita, född den 29 augusti 1996 i London, är en brittisk friidrottare som tävlar i kortdistanslöpning.
Hon har blivit brittisk mästare utomhus tre gånger (100 meter 2022 och 200 meter 2022 och 2023) samt brittisk mästare inomhus en gång (60 meter 2023).

## Karriär
Neita tog OS-brons på 4 × 100 meter stafett i samband med de olympiska friidrottstävlingarna 2016 i Rio de Janeiro.
Neita var en del av Storbritanniens lag vid olympiska sommarspelen 2020 i Tokyo som tog brons på stafetten 4×100 meter. Neita tävlade även i damernas 100 meter, där hon tog sig till final och slutade på 8:e plats.
I augusti 2022 vid EM i München tog Neita brons på 100 meter efter ett lopp på 11,00 sekunder, endast en hundradel bakom guldmedaljören Gina Lückenkemper och silvermedaljören Mujinga Kambundji. I mars 2023 tog hon brons på 60 meter vid inomhus-EM i Istanbul.

## Personliga rekord
| Utomhus - 100 meter – 10,90 (Birmingham, 3 augusti 2022) - 200 meter – 22,61 (Bellinzona, 12 september 2022) | Inomhus - 60 meter – 7,05 (Berlin, 10 februari 2023) |